# Марая Кери
Марая Кери (на английски: Mariah Carey, правилен правопис на фамилията по правилата за транскрипция Кари) е американска поп певица, продуцент, текстописец и актриса.
След дебюта си през 1990 г. тя става първата певица, която оглавява американската класация Билборд Хот 100 със своите сингли пет поредни пъти. След брака си с президента на Кълъмбия Рекърдс Томи Мотола през 1993 г. тя утвърждава позициите си на най-успешната певица на компанията. Според списание „Билборд“ тя е най-успешният изпълнител на десетилетието в САЩ.
След развода си с Томи Мотола през 1997 г. тя решава сама да поеме контрол върху имиджа и музиката си, включвайки елементи на хип-хоп в песните си. Популярността ѝ спада, а по-късно напуска Кълъмбия Рекърдс (2001 г.). Марая изживява тежко тези събития емоционално и физически. Друг удар за певицата е неуспехът на филма и новия ѝ албум, носещи името „Glitter“. През 2002 г. тя подписва договор с Айлънд Рекърдс и през 2005 г. отново си възвръща челните места в поп музиката.
През 2000 г. на церемонията по връчването на Световните музикални награди Марая Кери е обявена за певицата с най-много музикални продажби за хилядолетието. Тя има най-много сингли, оглавили първите места на класациите – 18. Тя е носител на 5 награди Грами, освен това е единственият изпълнител с шестнадесет статуетки от Световните музикални награди. Марая Кери притежава петоктавен диапазон.

## Биография и музикална кариера

### Произход и юношески години
Марая Кери е родена в Хънтингтън (щата Ню Йорк) на 27 март 1969 г. Тя е третото и най-малко дете на Патриша Хики, бивша оперна певица и вокален педагог, и Алфред Рой Кери, който е от афроамерикански и испанско-венецуелски произход. Наречена е на песента „And They Called the Wind Maria“ (букв. „И те нарекоха вятъра Марая“) от мюзикъла „Paint Your Wagon“. Певицата има сестра – Алисън, и брат – Морган. Тъй като семейството се състои от няколко раси, то е често обект на расистки обиди, враждебност и дори насилие. Това води до честото местене в областта на Ню Йорк. Напрежението води до развода между двамата родители, когато тя е на 3 години. Кери рядко има контакти с баща си, а майка ѝ работи на няколко места, за да може да издържа семейството.
Прекарвайки голяма част от времето си сама вкъщи, Кери превръща музиката в отдушник. Започва да пее на 4 години, а пред публика – на 6 години. Пише първите си песни в училище, а майка ѝ и членовете на оперната ѝ компания са впечатлени от таланта на малкото момиче. Марая посещава и завършва Олдфийлд Мидъл Скуул и гимназията „Харбърфийлдс“ в Грийнлоун, Ню Йорк, въпреки че често отсъства заради опитите си да пробие в музикалната индустрия. След като се премества в Ню Йорк и завършва училище за козметици, става беквокал на Бренда К. Стар.
През 1988 г. Марая Кери се запознава с директора на Колумбия Рекърдс Томи Мотола на парти, на което Стар му дава свое демо. Мотола го изслушва, преди да си тръгне, и е много впечатлен. Връща се на партито, за да намери Кери, но тя вече си е тръгнала. Независимо от това, той я търси по-късно и сключва договор за записи с нея. Историята, наподобяваща тази на „Пепеляшка“, става неизменна част от публикациите относно началото на кариерата на певицата.

### 1990 – 1992: ранен комерсиален успех
Професионалната кариера на Марая Кери започва с издаването на дебютния ѝ албум, наречен „Mariah Carey“, през 1990 г. Певицата участва в написването на всички композиции в албума заедно с текстописците и изпълнителните продуценти Рик Уейк и Рет Лоуранс. Тя ще продължи да участва в написването на почти целия си музикален репертоар. Албумът стига до номер едно в класацията на списание Billboard (U.S. Billboard 200) година след издаването си и остава на върхова позиция 11 седмици. От него са издадени четири номер едно сингъла, което прави певицата звезда в САЩ. В останалия свят успехът на албума не е толкова голям. През 1991 г. Кери печели първите си две статуетки „Грами“ – за най-добър нов изпълнител и за най-добра поп изпълнителка за дебютния си сингъл „Vision of Love“.
Вторият албум е наречен „Emotions“ и е разпространен през есента на 1991 г. Той е одобрен от критиците. Първият сингъл към албума е едноименната песен „Emotions“, която прави Кери единствения изпълнител в историята с пет номер едно песни в класацията U.S. Hot 100. Следващите сингли обаче не успяват да се присъединят към този подвиг. Певицата е лобирала сама да може да продуцира песните си. От „Emotions“ натам тя е съпродуцент на по-голямата част от музикалния материал, върху който е работила. Започва да пише и продуцира за други изпълнители като Пени Форд и Дарил Хол през следващата година.
Въпреки че има няколко концерта, Кери до този момент не е имала голямо турне. Първата ѝ голяма концертова изява е MTV Unplugged през май 1992 г. Нейните изпълнения на живо доказват, че тя не е студиен продукт, както се е спекулирало по-рано. Освен акустични версии на свои песни певицата изпълнява кавър върху песента на Jackson 5 „I'll Be There“ заедно с Трей Лоренз. Дуетът е издаден като сингъл и се превръща в шестата песен номер едно в САЩ за нея.

### 1993 – 1996: световна популярност
Марая Кери, тогава на 23, и Томи Мотола, на 43, се женят през юни 1993 г. в Манхатън. Нейният трети студиен албум „Music Box“ е издаден по-късно същата година и се превръща в най-успешния ѝ албум в световен мащаб. От него е издаден първият номер едно сингъл за Великобритания, който е кавър на песен на Badfinger – „Without You“. Песента е изключително популярна в България, но сред слушателите е по-известна като „I Can't Live“. Радио слушателите мислят, че Марая е тъмнокожа изпълнителка, докато нейни клипове не се завъртат по различни музикални предавания на националната телевизия. „Dreamlover“ и „Hero“ достигат до челната позиция в САЩ. Самият албум е възприет отлично от критиците и феновете.
След дуета си с Лутър Вандрос Endless Love Марая Кери издава албума Merry Christmas в края на 1994 г. Той съдържа и написаната от певицата песен All I Want for Christmas is You – първия ѝ номер едно хит в Япония. Албумът се превръща в един от най-успешните албуми, посветени на Коледа.
През 1995 г. Марая Кери издава Daydream, който е смесица от „чувствителността“ на Music Box и модерни R&B и хип-хоп ритми. Превръща се в най-продавания ѝ албум в САЩ; с подобен успех са и синглите към него. Fantasy е вторият сингъл, застанал направо на първо място в САЩ, и остава номер едно 12 седмици в Канада. One Sweet Day (дует с Boyz II Men) – все още рекордните 16 седмици на върха, а Always Be My Baby също е номер едно в края на 1996 г. Daydream получава най-положителните критики в кариерата на певицата и е обявен за един от най-добрите албуми на 1995 г. от New York Times. Марая Кери получава няколко награди за този си запис и е номинирана в шест категории на наградите „Грами“, но не печели в нито една от тях.

### 1997 – 2000: независимост и нов имидж
Кери и Мотола се разделят през 1997 г. Въпреки че представя на публиката имиджа за щастлив брак, в действителност певицата е емоционално и психично малтретирана от бившия си съпруг, когото често описва като контролиращ. Разводът им става факт в края на следващата година.
Албумът „Butterfly“, издаден през 1997 г., продължава движението към R&B и хип-хоп стил, същевременно текстът и клипът към първия сингъл „Honey“ представят Марая Кери в по-секси имидж, който до този момент не е бил виждан. Петият сингъл към албума – „My All“, е и тринадесетият ѝ номер едно сингъл – безпрецедентен рекорд за жена изпълнител. Кери продължава с опитите си да пише за други изпълнители – Allure, 7 Mile и Blaque. Тя пише песни за саундтраковете на филмите „Мъже в черно“ (1997 г.) и „Как Гринч открадна Коледата“ (2000 г.). Певицата започва работа по филмовия си проект „Всичко, което блести“. До края на века Марая Кери е видна фигура в света на шоубизнеса, както и в хип-хоп средите. Работи заедно с именити рапъри като Jay-Z.
През 1998 г. Марая Кери има връзка с бейзболния играч на Ню Йорк Янкис Дерек Джетър, който също не е от една раса. По-късно тя ще обяви, че въпреки че времето не е било подходящо за връзка между двамата, тя я е научила, че семейство с няколко раси не може да функционира добре. През тази година е издаден албум с всички песни, заставали на първа позиция в САЩ, който е наречен „#1's“. Сред новите песни е включена и „When You Believe“, дует с Уитни Хюстън, записана към саундтрака на „Принцът на Египет“. Песента печели „Оскар“ за най-добра песен. 1998 г. бележи участието на Марая Кери в концерта на VH1 Divas Live, в който участват и други музикални примадони като Селин Дион, Арита Франклин и Шаная Туейн. Мнозина считат Кери за примадона още преди участието ѝ в този концерт заради нейното държание. Към края на годината певицата има връзка с Луис Мигел.
Шестият студиен албум Rainbow е издаден през 1999 г. Така както и „Butterfly“, този албум съдържа поп, но повече R&B и хип-хоп елементи. Песните имат за цел да разкрият чувствата на Марая около развода отпреди две години. И Heartbreaker (с Jay-Z), и Thank God I Found You (с Джо и 98 дигрийс) достигат до номер едно в САЩ. Обаче въпреки съвместните проекти с Ъшър и Снууп Дог Rainbow е албумът на певицата с най-малко продадени копия. Критиците не го одобряват, а The Washington Post го определя като „голямо разочарование“. Независимо от множеството награди, които получава (наградата на Billboard за изпълнител на десетилетието и тази на Световните музикални награди за най-продавана изпълнителка на хилядолетието), кариерата на певицата е в спад. Последвалият двоен сингъл Crybaby/Can't Take That Away е първата ѝ песен, която не попада в топ 20. Чрез сайта си Марая Кери обвинява „Сони“ за слабото промотиране на сингъла.

### 2001 – 2004: Проблеми с кариерата и в личен план
След успешно десетилетие с Columbia Records Кери успява да прекрати договора си с тях и сключва нов – за пет албума – с „Върджин Рекърдс“ на стойност $80 милиона. Няколко месеца по-късно, през юли 2001 г., Марая Кери преживява физическо и душевно претоварване. Оставя гласови съобщения на официалния си сайт за феновете си, като споделя, че е претоварена и че връзката с Луис Мигел приключва. Кери се появява в шоуто на MTV TRL, където раздава близалки на тийнейджърската публика и прави това, което някои хора наричат „стриптийз“, макар и прсто да сваля широката си блуза и да остава по тениска. Към края на месеца певицата влиза в клиника след припадък от изтощение от подготовката на всички нови проекти в дома на майка си, а нейният говорител обявява, че тя ще си почине от публични прояви.
Дълго отлаганият полубиографичен филм Всичко, което блести е остро критикуван. Саундтракът към него е включен в едноименния албум, издаден от „Върджин“. Този албум е най-слабо представилият се в класациите на Марая. Първият сингъл към него, „Loverboy“, стига до второ място в Hot 100. Всичките останали сингли се провалят в класациите. Въпреки това „Glitter“ е най-продаваният саундтрак на годината.
Кратко след издаването на „Glitter“ и малко преди Коледа от Columbia издават втори сборен албум, който е двудисков и се нарича „Greatest Hits“. В началото на 2002 г. „Върджин“ решава да прекрати договора си с Кери, като ѝ изплаща $28 милиона в допълнение на $21 милиона, които са ѝ дадени при сключването му. По-късно същата година тя подписва договор с „Def Jam“ на „Island Records“. В допълнение баща ѝ умира от рак.
След добре приетия филм „Умни момичета“ с нейна поддържаща роля, Марая Кери издава нов албум – „Charmbracelet“. Той се продава в 2 милиона копия само в САЩ, а гласовите ѝ възможности, които дотогава са сочени за силната ѝ страна, са под критика заради новите способи, които звездата показва.
„I Know What You Want“ е дуетът ѝ с Бъста Раймс от 2003 г., записан за неговия осми албум. Песента попада в топ 5 в САЩ. От „Columbia“ издават сборен албум с ремикси под заглавието „The Remixes“. Той се превръща в албума ѝ с най-малко продажби. През тази година ѝ е връчена наградата „Diamond Award“ от Световните музикални награди в чест на продажбите ѝ от 150 милиона копия на албуми по света. Марая е вокал в песента на рапъра Джадакис „U Make Me Wanna“ през 2004 г., която попада в топ 10 в класацията на Billboard за R&B/хип-хоп сингли.
Деветият студиен албум на Марая Кери – „The Emancipation of Mimi“, е издаден през 2005 г. Рекламиран е под мотото „The Return of the Voice“ (букв. завръщането на гласа), но певицата твърди, че гласът си е бил винаги там. „The Emancipation of Mimi“ е най-продаваният албум в САЩ за годината (първият на соло изпълнителка от 1996 г.) и печели наградата „Грами“ за най-добър съвременен R&B албум плюс още две награди „Грами“. Вторият сингъл към него „We Belong Together“ е най-големият хит на 2005 г. и в кариерата на певицата – номер едно в САЩ е за 14 седмици, застава на челна позиция в няколко други страни и получава званието „най-въртян сингъл на годината“ от Световните музикални награди. Получава и две награди „Грами“. „Don't Forget About Us“ е седемнадестият номер едно хит на певицата в САЩ, което изравнява рекорда с този на Елвис Пресли. Те са единствено зад The Beatles, които имат 21 номер едно сингъла.
През 2006 г. Марая предприема турне под надслов „The adventures of Mimi“. То започва от Тунис, минава през САЩ и Япония. Турнето е мегаусешно за Марая.
През 2007 г. звездата започва работа по нов албум.
Промотира и своя марка парфюми, наречени „М“ (от Марая Кери), производство на „Елизабет Арден“.

### 2008 – 10: „E=MC²“, втори брак, „Mемоарите на един несъвършен ангел“ и пробив в киното
През пролетта на 2007 г. Кери започва работа върху единадесетия си студиен албум „E=MC²“ в частна вила в Ангуила. Когато ѝ задават въпроса, какво означава заглавието на албума, тя казва: „Теорията на Айнщайн? Физика? Аз? Ехо! Разбира се, че се шегувам.“ Tя го окачествява като „Еманципацията на Мими“ на втора степен и заявява, че в този албум е по-свободна отвсякога. Въпреки че „E=MC²“ е добре приет от повечето критици, някои от тях го укоряват за това, че той много прилича на „Еманципацията на Мими“. Две седмици преди пускането на албума на пазара „Touch My Body“ – пилотният сингъл на албума, достига първо място в Billboard Top 100, като става единадесетият сингъл на Кери, достигнал тази позиция, който я прави най-награждавания за първо място соло изпълнител на Съединените щати. По този начин Марая Кери задминава Елвис Пресли. Пред нея са единствено Бийтълс с 20 сингъла на първо място.
Марая отбелязва големи успехи и в световни класации. Имала е два сингъла на първо място във Великобритания, два в Австралия и шест в Канада. Нейна песен в Япония е достигала най-много второ място. Албумът дебютира в класацията на Билборд 200 директно на първо място с 463 000 продадени копия. С шест албума на първо място Марая Кери се нарежда до Бритни Спиърс и Джанет Джексън. Кери и комедийният актьор Ник Кенън се запознават, докато заснемат видеото на втория сингъл от албума ѝ „Bye Bye“ на остров по крайбрежието на Антигуа. На 30 април 2008 г. двамата вдигат сватба в частно имение на певицата на Бахамите. Певицата се появява във филма на Адам Сандлър „Зохан: Стилист от запаса“ (You Don’t Mess with the Zohan), играейки себе си.

### 2011 година
Марая записва песен с канадската попзвезда Джъстин Бийбър, римейк на „All I Want for Christmas is You“ и ражда син и дъщеря близнаци.

## Личен живот
През 2015 г. Кери започва да се среща с австралийския милиардер Джеймс Пакър и на 21 януари 2016 г. тя обявява, че са сгодени. До октомври обаче те са отменили годежа. През октомври 2016 г. тя започва да се среща с американския хореограф Брайън Танака.

## Дискография

### Студийни албуми
- Mariah Carey (1990)
- Emotions (1991)
- Music Box (1993)
- Merry Christmas (1994)
- Daydream (1995)
- Butterfly (1997)
- Rainbow (1999)
- Glitter (2001)
- Charmbracelet (2002)
- The Emancipation of Mimi (2005)
- E=MC² (2008)
- Memoirs of an Imperfect Angel (2009)
- Merry Christmas II You (2010)
- Me. I am Mariah... The Elusive Chanteuse (2014)
- Caution (2018)

### Компилации
- #1's (1998)
- Greatest Hits (2001)
- The Remixes (2003)
- The Ballads (2008)
- The Essential Mariah Carey (2011)
- #1's to Infinity (2015)
- The Rarities (2020)

### Саундтрак албуми
- All I Want for Christmas Is You (2017)
- Mariah Carey's Magical Christmas Special (2020)

### Live албуми
- MTV Unplugged (1992)
- The Live Debut – 1990 (2020)

### Видео албуми
- The First Vision (1991)
- MTV Unplugged +3 (1992)
- Here Is Mariah Carey (1993)
- Fantasy: Mariah Carey at Madison Square Garden (1996)
- Around the World (1999)
- #1's (1999)
- The Adventures of Mimi (2007)

### Сингли
- 1990: Vision Of Love, Love Takes Time
- 1991: Someday, I Don't Wanna Cry, There's Got To Be Away, Emotions, Can't Let Go
- 1992: Make It Happen, I'll Be There, If It's Over
- 1993: Dreamlover, Hero
- 1994: Without You, Never Forget You, Anytime You Need A Friend, All I Want For Christmas Is You, Joy To The World
- 1995: Fantasy, One Sweet Day, Open Arms
- 1996: Always Be My Baby, Forever, Underneath The Stars
- 1997: Honey, Butterfly
- 1998: The Roof, Breakdown, My All, Sweetheart, Whenever You Call, When You Believe
- 1999: I Still Believe, Heartbreaker
- 2000: Thank God I Found You, Crybaby, Can't Take That Away, Against All Odds
- 2001: Loverboy, Never Too Far, Don't Stop (Funkin' 4 Jamaica), Reflections (Care Enough), Never Too Far/Hero Medley
- 2002: Through The Rain, Boy
- 2003: Boy (I Need You)", Bringin' On The Heartbreak
- 2005: It's Like That, We Belong Together, Shake It Off, Get Your Number, Don't Forget About Us
- 2006: Say Somethin'
- 2008: Touch My Body, Bye Bye, I'll Be Lovin' U Long Time, I Stay In Love
- 2009: Obssesed, I Want to Know What Love Is, H.A.T.E.U.
- 2010: Up Out My Face, Angels Cry, Oh Santa!
- 2011: When Christmas Comes
- 2012: Triumphant (Get 'Em)
- 2013: Almost Home, #Beautiful, The Art of Letting Go
- 2014: You're Mine (Eternal), You Don't Know What to Do
- 2015: Infinity
- 2017: I Don't
- 2018: With You
- 2019: A No No, In the Mix
- 2020: Save the Day, Out Here on My Own, Oh Santa!, Here We Go Around Again
- 2021: Fall in Love at Christmas
- 2022: Big Energy (Remix)

## Турнета
- 1993: Music Box Tour
- 1996: Daydream World Tour
- 1998: Butterfly World Tour
- 2000: Rainbow World Tour
- 2003 – 2004: Charmbracelet World Tour
- 2006: The Adventures of Mimi
- 2009 – 2010: Angels Advocate Tour
- 2013: Australian Tour
- 2014: The Elusive Chanteuse Show
- 2016: The Sweet Sweet Fantasy Tour
- 2017: All the Hits Tour (с Лайнъл Ричи)
- 2018: Mariah Carey: Live in Concert
- 2019: Caution World Tour
- 2022: Merry Christmas to All! Tour

## Концерти
- 2009 Live at the Pearl
- 2014 – 2019: All I Want for Christmas Is You: A Night of Joy and Festivity
- 2015 – 2017: #1 to Infinity
- 2018 – 2020: The Butterfly Returns

## Продукти

### Аромати
- M (2007)
- M Gold Deluxe Edition (2008)
- Luscious Pink (2008)
- Luscious Pink Deluxe Edition (2009)
- Ultra Pink (2009)
- Forever (2009)